# 퀘스트 포 글로리 V: 용의 불꽃
《퀘스트 포 글로리 V: 용의 불꽃》(Quest for Glory V: Dragon Fire)은 시에라 엔터테인먼트의 퀘스트 포 글로리 시리즈 중 5번째 시리즈이다.

## 게임플레이
퀘스트 포 글로리 다섯 번째 이전 시리즈에서는 NPC와 대화를 할 때는 입술 모양의 버튼을 클릭 후 NPC를 클릭해야 대화가 되며, 한 지점으로 걸어가기 위해서는 사람 모양의 버튼을 클릭 후 걸어갈 부분을 클릭해야 이동이 가능했다. 그러나, 다섯 번째 시리즈에서는 클릭 한 번으로 게임 진행이 가능하다. 가령 NPC와 대화를 할 때는 NPC를 클릭하면 되고, 이동하기 위해서는 이동할 부분을 클릭하면 된다. 직업이 도둑일 경우, 금고를 열거나 함정을 피하기 위해 미니게임을 하게 된다. 8개의 그림이 있는데, 그림의 위치를 외운 후 일정 시간이 지나거나 클릭을 누르면 그림 덮개가 닫히며 가운데에 그림이 뜬다. 그 그림이 있던 위치를 클릭하면 성공한다. 전 시리즈에 비해 어드벤처보다 롤플레잉 게임의 요소가 많이 부각돼 있으며, 전투와 아이템 및 스킬이 많아진 것이 특징이다.

### 직업 분류
이 게임에서는 4가지의 직업으로 나뉘는데, 전사(Fighter), 마법사(Wizard), 도둑(Thief), 팔라딘(Paladin)이 있다.

#### 전사
전사(Fighter)는 강력하기 때문에 전투에 유리하며 공격력 등의 스탯을 마스터하기 쉽다. 그러나, 마법을 단 한개도 쓸 수 없으며 걸음이 다른 직업에 비해 느리다는 것이 단점이다. 쉬운 직업으로 초보자들이 자주 사용한다.

#### 마법사
마법사(Wizard)는 마법을 이용하는 전투에 유리하다. 다른 직업에 비해 사용할 수 있는 마법의 수도 더 많다. 여러모로 밸런스가 잘 맞는 가장 무난한 직업이다. 스태프(Staff)의 사용이 가능하다.

#### 도둑
도둑(Thief)은 약하여 전투에 불리하며 마법의 사용 또한 불가능하다. 그러나, 도둑 전용 서브퀘스트 등으로 게임의 재미를 다른 직업에 비해 많이 느낄 수 있는 것이 장점이다. 매우 어려운 직업으로 숙련자들이 사용한다.

#### 팔라딘
팔라딘(Paladin)은 한 단계 발전된 직업으로, 전사보다 강력하며 마법사보다는 못하지만 마법의 사용이 가능해진다. 명예(Honor)는 팔라딘만이 가지고 있는 스탯으로 서브퀘스트 또는 통치자가 되기 위한 의식을 진행하다 보면 높아지는데, 높아질 때마다 스킬이 추가되며, 낮아질 때마다 추가되었던 스킬이 없어진다. 퀘스트 포 글로리 4를 끝까지 클리어 한 후 생기는 캐릭터 파일을 불러올 때에만 사용할 수 있는 직업이다.

#### 혼합 직업
시작 시 스탯을 정하는 단계에서, 직업이 전사라도 마법(Magic) 스탯을 올릴 시에 마법의 사용이 가능해지며, 직업이 마법사라도 스텔스(Stealth) 스탯을 올릴 시에 도둑으로 플레이가 가능하다.

### 화폐
그리스를 배경으로 한 이 게임은 그리스의 화폐인 드라크마(Drachma)를 차용했다. 게임 속에서 드라크마는 거래 또는 퀘스트의 수단이 된다.

## 특징

### 줄거리
대마법사 '에라스무스'가 주인공('더 히어로'라고 부름)을 왕이 암살당한 실마리아 왕국으로 초대한다. 실마리아 왕국에는 새로운 왕을 뽑기 위해 '통치자가 되기 위한 의식(The Rites of Rulership)'이라는 통치자가 되기 위한 후보들과 겨루는 일종의 대회를 개최하고 있었다. 주인공은 그 대회에 참여하여 '통치자가 되기 위한 의식'의 임무를 각각 수행하고 실마리아 왕국의 왕이 되어야 한다.

### 퀘스트

#### "통치자가 되기 위한 의식"
"통치자가 되기 위한 의식"에는 총 7가지의 퀘스트(의식이라고 칭함)로 구성되어있다.
자유의 의식
자유의 의식(The Rite of Freedom)은 첫 번째 퀘스트로, 실마리아 주변에 있는 마을을 지배하고 있는 적들을 없애는 것이 목표이다. 지배받고 있는 마을은 케로스(Keros), 이오스(ios), 파로스(Paros), 티노스(Tinos), 낙소스(Naxos)가 있다. 로고스는 후보들에게 각각 구해야 할 마을을 정해주며, 주인공은 낙소스(Naxos)를 맡게 된다. 마을에 있는 용병들을 무찌르고 낙소스의 인장을 얻어내 로고스에게 전달하면 승리한다.
정복의 의식
정복의 의식(The Rite of Conquest)은 두 번째 퀘스트로, 클로디우스 장군(General Claudius)을 무찌르는 것이 목표이다. 시프노스 섬(Island of Sifnos)을 찾아내 그의 요새에 들어간 후, 용병들과 장군을 무찌르고 그의 방패를 로고스에게 보여주면 승리한다.
용맹의 의식
용맹의 의식(The Rite of Valor)은 세 번째 퀘스트로, 히드라(Hydra)를 무찌르는 것이 목표이다. 히드라 섬(Hydra Island)을 찾아내 히드라를 무찌르고 로고스에게 히드라의 이빨을 전달하면 승리한다.
운명의 의식
운명의 의식(The Rite of Destiny)은 네 번째 퀘스트로, 사이빌(Sybil)에게 주인공에 대한 운명을 듣는 것이 목표이다. 델로스(Delos) 섬으로 가 사이빌에게 운명을 듣고 난 후 받을 수 있는 운명의 증거물을 로고스에게 보여주면 승리한다. 서브퀘스트로, 드라이드의 숲(Dryad Forest)에서 나무의 모습을 한 드라이드에게 히포크린 생수를 부어주면 직업이 마법사인 경우 스태프를 얻을 수 있다.
용기의 의식
용기의 의식(The Rite of Courage)은 다섯 번째 퀘스트로, 스틱스 강의 물(Styx Water)을 부어 오는 것이 목표이다. 저승인 하데스(Hades)의 내부에 들어가 스틱스 강의 물을 부어 로고스에게 전달하면 승리한다. 서브퀘스트로, 왕의 반지를 스틱스 강에 넣으면 진실의 반지로 만들 수 있다.
평화의 의식
평화의 의식(The Rite of Peace)은 여섯 번째 퀘스트로, 아틀란티스와 실마리아와의 평화를 만드는 것이 목표이다. 아틀란티스에 들어가 여왕에게 평화에 대해 얘기한 후, 평화의 조각상을 로고스에게 보여주면 승리한다. 후에 이 조각상은 직업이 도둑일 때 요긴하게 쓰인다.
정의의 의식
정의의 의식(The Rite of Justice)은 일곱 번째 퀘스트로, 왕을 죽인 자를 찾는 것이 목표이다. 두가지의 단계로 나뉘며, 미노스의 제의로 왕을 살해했던 브루노(Bruno)를 무찌르고, 미노스의 죄를 고발함으로써 첫 번째 단계가 끝난다. 그리고 미노스의 섬에 가 그를 무찌르면 된다. 그러나 그가 죽음으로써 예언의 돌(Prophecy Stone)이 부서지고, 용이 부활하게 된다.
마지막 결투
마지막 결투(The Final Battle)은 용을 무찌르는 것이 목표이다. 기울어진 용의 기둥(Dragon Pillar)를 세우면 용에게 데미지를 줄 수 있다. 다른 NPC들과의 화합이 중요하다. 용을 무찌르고 나면 엔딩이 시작된다.

#### 서브퀘스트
통치자가 되기 위한 의식에 영향을 주지 않지만 도움이 되는 부퀘스트들이다.
콜로세움 전투
데드 패럿(Dead Parrot)이라는 선술집에 붙여있는 게시판에 콜로세움 전투에 참가 의사를 밝힌 후, 게임 속 시간으로 밤 8시마다 열리는 전투를 시청하거나 참여할 수 있다.
새라의 바구니
보석을 파는 새라(Sarra)가 바구니를 실마리아와 가까운 곳에 잃어버리고 왔다고 한다. 찾은 후 새라에게 주면 된다.
페가수스의 깃털
약 상점을 운영하는 살림(Salim)이 약 제조를 위해 페가수스의 깃털을 구해달라고 요청한다. 찾은 후 살림에게 주면 더 많은 약품을 구입할 수 있다.
앤의 여관
땅귀신인 앤(Ann)이 운영하는 여관이 재정적인 어려움에 빠지자, 주인공에게 도움을 요청한다. 데드 패럿의 관리인인 페라리(Ferrari)에게 증서를 받아 앤에게 주면 된다.
도둑질
직업이 도둑일때만 가능하다. 콜로세움 옆에 버려진 집을 털거나, 은행을 털 수 있다. 은행은 세 번 이상 털 수 없다.
은행 도둑
직업이 도둑이 아닐때만 가능하다. 은행이 털리자, 은행장은 도둑을 잡아달라고 부탁한다.
매직 스태프
직업이 마법사일때만 가능하다. 드라이드에게 물을 준 후 얻을 수 있다.
진실의 반지
직업이 팔라딘일때만 가능하다. 왕에게 왕의 반지를 받은 후 용을 가둬놓은 드래곤 파이어(Dragon Fire)에서 용암에 넣은 후 꺼낸 뒤 하데스에 있는 스틱스 강에 담근 뒤 꺼내면 진실의 반지가 만들어진다.
최고의 도둑 콘테스트
직업이 도둑일 때만 가능하다. 미노스의 집에서 블랙버드(Blackbird) 동상을 훔친 뒤 도둑 조합(Thieves' Guild)에 있는 아레스테스(Arestes)에게 주면 승리한다.

### 결혼
이 게임은 특정 캐릭터와의 결혼이 가능한 결혼 시스템이 있다. 특정 캐릭터로는 나와(Nawar), 에라나(Erana), 카트리나(Katrina), 엘사 본 스필버그(Elsa von Spielburg)가 있다. 특정 캐릭터에게 보석 또는 초콜릿, 꽃 등의 아이템을 선물해 호감도를 높여야 한다. 게임을 진행 하는 중에는 결혼이 불가능하며, 용을 없앤 뒤에 시작되는 엔딩 화면에서 결혼 여부를 확인할 수 있다.

## 평가
《퀘스트 포 글로리 V: 용의 불꽃》은 대체로 긍정적인 평가를 받았다. 게임 랭킹즈의 종합 평가로 100점 만점에 74점을 받았다. 현재는 폐쇄된 AntKids.com에서는 100점 만점에 96점으로 가장 높은 점수를 주었으며, 게임 오버 온라인(Game Over Online)에서는 100점 만점에 94점을 주었고, 어드벤처 게임을 주로 평가하는 저스트 어드벤처(Just Adventure)는 A-(100점 만점에 90점)를 주었다. 그 외에 어드벤처 클래식 게이밍(Adventure Classic Gaming)에서 5점 만점에 4점을 주었으며, 게임스팟에서 10점 만점에 7.4점을 주며 "약간의 버그와 문제가 있어 인내심이 필요하지만, 시리즈의 팬이라면 더 히어로의 마지막 모험에 참여하고 싶을 것"이라고 긍정적인 평가를 했다. PC 게이머 UK는 100점 만점에 50점을 주었으며, 평가 중 가장 낮은 점수이다.

## 개발 과정

### 제외된 요소들
이 게임에는 재정 압박과 게임 제작 마감일 때문에 제외된 요소들이 몇 개 있다. 무기 아이템인 '활'과, 게임에서 등장하는 캐릭터(NPC)인 '엘사 본 스필버그'와 '매그넘 오푸스'로 플레이할 수 있는 것과 멀티플레이 지원 등이 있다. 흥미롭게도, 1997년 말에 공개한 데모에 멀티플레이를 포함했는데, 완성된 게임을 발매할 때 시에라 엔터테인먼트는 그 요소를 제거하기로 결정한다.
최근에 헥스 코드를 조작하여 활 아이템을 사용할 수 있게 하는 방법이 나왔고, '엘사 본 스필버그'와 '매그넘 오푸스'로 플레이할 수 있는 세이브 파일이 인터넷에 퍼지면서 멀티플레이 요소를 제외한 나머지 요소들을 어느 정도 사용할 수 있게 되었다. 하지만, 활 아이템의 경우 활을 쏘는 모션이 개발되지 않아서 주인공의 팔에 활을 부착하고 쏘는 다소 우스꽝스러는 광경을 볼 수 있다. 그리고 세이브 파일의 경우 역시 개발이 제대로 되지 않아 불안정한데, 예를 들어서 주인공은 곤돌라를 타기 위해 점프해서 곤돌라에 착지하는 모션이 있어야 하나 없기 때문에 곤돌라에 타려고 하는 순간 게임에 오류가 일어나 게임을 진행할 수 없다.

### 멀티플레이
1996년, 개발 팀은 3명까지 지원하는 온라인 게임을 가능하게 하는 멀티플레이를 계획하였었고, 제품의 초기 버전에는 이미 멀티플레이 기능이 들어있었다. 게임이 개발되면서 제작 팀은 최종 버전에 멀티플레이 시스템을 포함해도 될까라는 의문을 가졌고, 제품 발매 몇 달전에 시에라에서는 싱글플레이용으로 출시하기로 결정했다. 시리즈 제작자인 로리 앤 콜을 포함한 많은 사람들은 무료 업그레이드를 통해 멀티플레이 기능을 추가하려 했으나, 요세미티 엔터테인먼트사의 폐쇄와 프로그램 팀의 감소로 멀티플레이어 확장 계획이 취소되었다.

#### 루머
멀티플레이를 가능하게 하는 패치가 인터넷에 많이 있다는 루머가 퍼진 적이 있다. 하지만 요세미티 엔터테인먼트가 1999년 2월 22일 망하게 되면서 개발 팀의 해체로 인해 그런 패치가 존재한다는 것은 있을 수 없는 일이므로 '루머'로 판명되었다.

## 이전 시리즈와의 비교
5번째 시리즈인 '용의 불꽃'의 경우 이전의 4가지의 시리즈와 장르의 차이를 보이고 있다. 이전의 4가지의 시리즈의 경우 롤플레잉 게임보다 어드벤처 게임의 요소가 두드러지는 반면에 5번째 시리즈는 어드벤처보다 롤플레잉 게임의 요소가 두드러진다. 예를 들어, 5번째 시리즈는 다양한 무기들과 방어구, 마법 아이템 등이 많고 특정한 곳에서 마법 또는 신체적 공격으로 전투를 벌이는 임무가 많아지는 등 롤플레잉 게임적인 부분이 많아진 것에 비해 이전의 4가지의 시리즈들은 그러지 못했다. 또한 이전의 4가지 시리즈는 배경음악을 미디 음악을 사용했으나, 5번째 시리즈는 작곡가 챈스 토마스의 웅장한 오케스트라 음악이 배경음악으로 사용된다. 그리고 새로운 그래픽 엔진도 사용됐다.

## 사운드트랙
챈스 토마스(Chance Thomas)가 작곡한 사운드트랙은 총 18개의 트랙으로 이루어져있다. 평단으로부터 좋은 평가를 받았다. 2007년 MP3.com과 아이튠즈등으로 디지털로 재발매되었다.
| #             | 제목                                  | 재생 시간 |
| ------------- | ------------------------------------- | --------- |
| 1.            | The Quest For Glory V Overture        | 4:23      |
| 2.            | The Dance of Mystery and Intrigue     | 2:20      |
| 3.            | The Rite of Freedom                   | 2:46      |
| 4.            | Silmarian Meanderings - Day and Night | 4:41      |
| 5.            | The Rite of Conquest                  | 2:21      |
| 6.            | The Rite of Destiny                   | 1:01      |
| 7.            | The Rite of Valor                     | 2:45      |
| 8.            | Undersea Exploring                    | 1:54      |
| 9.            | A Day in the Arena                    | 2:23      |
| 10.           | The Rite of Peace - Atlantis          | 3:42      |
| 11.           | Frolic at Gnome Ann's Land Inn        | 2:28      |
| 12.           | The Rite of Courage                   | 1:51      |
| 13.           | The Rite of Justice                   | 3:11      |
| 14.           | Dragon Fire                           | 3:48      |
| 15.           | The Great Hall of Kings               | 1:06      |
| 16.           | Ambient Tour                          | 3:23      |
| 17.           | Greazy (보너스 트랙)                  | 2:23      |
| 18.           | No Sweat (보너스 트랙)                | 1:24      |
| 총 재생 시간: | 총 재생 시간:                         | 50:30     |

## 트리비아
- 이 게임은 윈도우 XP에서 실행하면 처음 시작할 때 오류가 나는 현상이 발생하는데, 한국 외의 네티즌이 XP 호환 패치[깨진 링크(과거 내용 찾기)]를 만들었다. 이 패치의 경우 v1.2 공식 패치[깨진 링크(과거 내용 찾기)]를 적용한 다음에 사용해야 한다.
- '통치자가 되기 위한 의식'의 후보 중 '코키노 푸카미소(Kokeeno Pookameeso)'라는 캐릭터가 있는데, 이 그리스어를 번역하면 '빨간 셔츠(Red Shirt)'라는 뜻이다.